# Kalundborgs amt
Kalundborgs amt (danska: Kalundborg Amt) var ett amt i östra Danmark. Amtet omfattade ett område vid det nordvästra hörnet av ön Själland samt ett antal närliggande mindre öar som Samsø, Vejrø och Nekselø. Ön Sejerø hörde dock till Dragsholms amt. Den enda staden i amtet var Kalundborg.

## Administrativ historik
Kalundborgs amt bildades när Danmarks län ersattes av amt 1662 och ersatte då det dåvarande slottslänet Kalundborgs län.
Amtet upphörde i samband med amtsreformen 1793 då det, tillsammans med Dragsholms och Sæbygårds amt, gick upp i Holbæks amt, som sedan i sin tur till större delen (med undantag för ön Samsø) blev en del av Vestsjællands amt i samband med kommunreformen 1970. Sedan kommunreformen 2007 tillhör det området Region Själland medan Samsø tillhör Region Mittjylland.